# Ян Стефан Виджга
Я́н Сте́фан Ви́джга (пол. Jan Stefan Wydżga; 1610—6 вересня 1685) — державний діяч Речі Посполитої, єпископ Римо-Католицької Церкви. Гнезненський архієпископ, примас Королівства Польського і Великого князівства Литовського (17 липня 1679—1685). Представник шляхетського роду Виджг герба Ястржембец.

## Життєпис
Народився поблизу Львова, Русь. Син Яна Виджги й Софії Кемлічовської.
Навчався у Львівській єзуїтській колегії, Левені, Римі, отримав ступінь доктора. Великий канцлер коронний (1678), сенатор. Великий підканцлер коронний (1675—1678), великий референдар коронний (з 1652). Єпископ луцький (31 травня 1655–1659) і вармійський князь-єпископ (18 серпня 1659—1679). Секретар польського короля Владислава VI (з 1642); згодом служив при дворі Яна ІІ Казимира, був канцлером його королеви. Під час Північної війни 1655—1660 років залишався із королем. Підтримав обрання Яна ІІІ Собеського на польський престол. Виступав за зміцнення королівської влади, сприяв полонізації прусських земель. Приєднав Фромборк і Лідзбарк до Вармійського князівства. Автор «Історії або опису дуже важливих речей, які діялися під час війни шведської в Королівстві Польському» (1662—1665).